# Кубок Англії з футболу 1926—1927
Кубок Англії з футболу 1926—1927 — 52-й розіграш найстарішого футбольного турніру у світі, Кубка виклику Футбольної Асоціації, також відомого як Кубок Англії. Вперше титул здобув Кардіфф Сіті.

## Перший раунд
| Дата                  | Господарі                  | Рахунок | Гості                      |
| --------------------- | -------------------------- | ------- | -------------------------- |
| 27 листопада          | Честерфілд                 | 2:1     | Мексборо Атлетік           |
| 27 листопада          | Клептон                    | 1:1     | Брентфорд                  |
| 1 грудня Перегравання | Брентфорд                  | 7:3     | Клептон                    |
| 27 листопада          | Борнмут енд Боском Атлетік | 1:1     | Свіндон Таун               |
| 1 грудня Перегравання | Свіндон Таун               | 3:4     | Борнмут енд Боском Атлетік |
| 27 листопада          | Баркінг                    | 0:0     | Джиллінгем                 |
| 1 грудня Перегравання | Джиллінгем                 | 2:0     | Баркінг                    |
| 27 листопада          | Нельсон                    | 4:1     | Стокпорт Каунті            |
| 27 листопада          | Вотфорд                    | 10:1    | Лоустофт Таун              |
| 27 листопада          | Редінг                     | 4:4     | Веймут                     |
| 1 грудня Перегравання | Редінг                     | 5:0     | Веймут                     |
| 27 листопада          | Волсолл                    | 1:0     | Бредфорд Парк-Авеню        |
| 27 листопада          | Вокінг                     | 1:3     | Чарльтон Атлетік           |
| 27 листопада          | Чатем                      | 3:1     | Сент-Олбанс Сіті           |
| 27 листопада          | Грімсбі Таун               | 3:2     | Галіфакс Таун              |
| 27 листопада          | Кру Александра             | 4:1     | Нортерн Ноумадс            |
| 27 листопада          | Лінкольн Сіті              | 2:0     | Ротергем Юнайтед           |
| 27 листопада          | Лутон Таун                 | 4:2     | Лондон Каледоніанс         |
| 27 листопада          | Бостон Юнайтед             | 1:1     | Нортгемптон Таун           |
| 2 грудня Перегравання | Нортгемптон Таун           | 2:1     | Бостон Юнайтед             |
| 27 листопада          | Стоктон                    | 1:2     | Ашингтон                   |
| 27 листопада          | Рексем                     | 1:1     | Нью-Брайтон                |
| 1 грудня Перегравання | Нью-Брайтон                | 2:2     | Рексем                     |
| 6 грудня Перегравання | Рексем                     | 3:1     | Нью-Брайтон                |
| 27 листопада          | Бішоп Окленд               | 0:1     | Бедлінгтон Юнайтед         |
| 27 листопада          | Пул                        | 1:0     | Ньюпорт Каунті             |
| 27 листопада          | Сіттінгборн                | 1:3     | Нортфліт Юнайтед           |
| 27 листопада          | Веллінгтон Таун            | 1:2     | Менсфілд Таун              |
| 27 листопада          | Аккрінгтон Стенлі          | 4:3     | Рочдейл                    |
| 27 листопада          | Брайтон енд Гоув Альбіон   | 3:0     | Барнет                     |
| 27 листопада          | Карлайл Юнайтед            | 6:2     | Гартлпул Юнайтед           |
| 27 листопада          | Нангед                     | 9:0     | Кінгстоніан                |
| 27 листопада          | Крістал Пелес              | 0:0     | Норвіч Сіті                |
| 1 грудня Перегравання | Норвіч Сіті                | 1:0     | Крістал Пелес              |
| 27 листопада          | Енфілд Плен                | 2:4     | Чілтон Кольєрі Рікріейшн   |
| 27 листопада          | Ексетер Сіті               | 3:0     | Абердер Атлетик            |
| 27 листопада          | Мертір Таун                | 0:2     | Бристоль Сіті              |
| 27 листопада          | Саутпорт                   | 1:1     | Транмер Роверз             |
| 2 грудня Перегравання | Транмер Роверз             | 1:2     | Саутпорт                   |
| 27 листопада          | Далвіч Гамлет              | 1:4     | Саутенд Юнайтед            |
| 27 листопада          | Торкі Юнайтед              | 1:1     | Бристоль Роверз            |
| 1 грудня Перегравання | Бристоль Роверз            | 1:0     | Торкі Юнайтед              |
| 27 листопада          | Воркінгтон                 | 1:2     | Крук Таун                  |
| 27 листопада          | Ріл Атлетік                | 1:1     | Сток Сіті                  |
| 2 грудня Перегравання | Сток Сіті                  | 1:1     | Ріл Атлетік                |
| 6 грудня Перегравання | Ріл Атлетік                | 2:1     | Сток Сіті                  |
| 27 листопада          | Кеттерінг Таун             | 2:3     | Ковентрі Сіті              |
| 1 грудня              | Йорк Сіті                  | 4:1     | Ворксоп Таун               |
| 2 грудня              | Донкастер Роверз           | 3:0     | Десборо Таун               |
| 2 грудня              | Віган Боро                 | 2:2     | Барроу                     |
| 6 грудня Перегравання | Барроу                     | 0:1     | Віган Боро                 |

## Другий раунд
До другого раунду увійшли переможці першого раунду. 
| Дата                   | Господарі                  | Рахунок | Гості                      |
| ---------------------- | -------------------------- | ------- | -------------------------- |
| 11 грудня              | Ашингтон                   | 2:1     | Нельсон                    |
| 11 грудня              | Бристоль Сіті              | 1:1     | Борнмут енд Боском Атлетік |
| 15 грудня Перегравання | Борнмут енд Боском Атлетік | 2:0     | Бристоль Сіті              |
| 11 грудня              | Вотфорд                    | 0:1     | Брайтон енд Гоув Альбіон   |
| 11 грудня              | Редінг                     | 3:2     | Саутенд Юнайтед            |
| 11 грудня              | Волсолл                    | 2:0     | Менсфілд Таун              |
| 11 грудня              | Джиллінгем                 | 1:1     | Брентфорд                  |
| 15 грудня Перегравання | Брентфорд                  | 1:0     | Джиллінгем                 |
| 11 грудня              | Грімсбі Таун               | 2:1     | Йорк Сіті                  |
| 11 грудня              | Кру Александра             | 4:1     | Віган Боро                 |
| 11 грудня              | Лутон Таун                 | 6:2     | Нортфліт Юнайтед           |
| 11 грудня              | Донкастер Роверз           | 0:1     | Честерфілд                 |
| 11 грудня              | Бристоль Роверз            | 4:1     | Чарльтон Атлетік           |
| 11 грудня              | Ковентрі Сіті              | 1:1     | Лінкольн Сіті              |
| 15 грудня Перегравання | Лінкольн Сіті              | 2:1     | Ковентрі Сіті              |
| 11 грудня              | Норвіч Сіті                | 5:0     | Чатем                      |
| 11 грудня              | Карлайл Юнайтед            | 4:0     | Бедлінгтон Юнайтед         |
| 11 грудня              | Нангед                     | 1:2     | Пул                        |
| 11 грудня              | Ексетер Сіті               | 1:0     | Нортгемптон Таун           |
| 11 грудня              | Саутпорт                   | 2:0     | Крук Таун                  |
| 11 грудня              | Ріл Атлетік                | 3:1     | Рексем                     |
| 11 грудня              | Чілтон Кольєрі Рікріейшн   | 0:3     | Аккрінгтон Стенлі          |

## Третій раунд
| Дата                  | Господарі                  | Рахунок | Гості                      |
| --------------------- | -------------------------- | ------- | -------------------------- |
| 8 січня               | Ашингтон                   | 0:2     | Ноттінгем Форест           |
| 8 січня               | Бірмінгем Сіті             | 4:1     | Манчестер Сіті             |
| 8 січня               | Блекпул                    | 1:3     | Болтон Вондерерз           |
| 8 січня               | Дарлінгтон                 | 2:1     | Ріл Атлетік                |
| 8 січня               | Борнмут енд Боском Атлетік | 1:1     | Ліверпуль                  |
| 12 січня Перегравання | Ліверпуль                  | 4:1     | Борнмут енд Боском Атлетік |
| 8 січня               | Бернлі                     | 3:1     | Грімсбі Таун               |
| 8 січня               | Саут Шилдс                 | 3:1     | Плімут Аргайл              |
| 8 січня               | Саутгемптон                | 3:0     | Норвіч Сіті                |
| 8 січня               | Редінг                     | 1:1     | Манчестер Юнайтед          |
| 12 січня Перегравання | Манчестер Юнайтед          | 2:2     | Редінг                     |
| 17 січня Перегравання | Редінг                     | 2:1     | Манчестер Юнайтед          |
| 8 січня               | Волсолл                    | 0:4     | Корінтіан                  |
| 8 січня               | Венсдей                    | 2:0     | Брайтон енд Гоув Альбіон   |
| 8 січня               | Мідлсбро                   | 5:3     | Лестер Сіті                |
| 8 січня               | Лінкольн Сіті              | 2:4     | Престон Норт-Енд           |
| 8 січня               | Евертон                    | 3:1     | Пул                        |
| 8 січня               | Шеффілд Юнайтед            | 2:3     | Арсенал                    |
| 8 січня               | Ньюкасл Юнайтед            | 8:1     | Ноттс Каунті               |
| 8 січня               | Фулгем                     | 4:3     | Честерфілд                 |
| 8 січня               | Барнслі                    | 6:1     | Кру Александра             |
| 8 січня               | Бристоль Роверз            | 3:3     | Портсмут                   |
| 12 січня Перегравання | Портсмут                   | 4:0     | Бристоль Роверз            |
| 8 січня               | Вест Гем Юнайтед           | 3:2     | Тоттенгем Готспур          |
| 8 січня               | Бредфорд Сіті              | 2:6     | Дербі Каунті               |
| 8 січня               | Міллволл                   | 3:1     | Гаддерсфілд Таун           |
| 8 січня               | Галл Сіті                  | 2:1     | Вест-Бромвіч Альбіон       |
| 8 січня               | Карлайл Юнайтед            | 0:2     | Вулвергемптон Вондерерз    |
| 8 січня               | Клептон Орієнт             | 1:1     | Порт Вейл                  |
| 12 січня Перегравання | Порт Вейл                  | 5:1     | Клептон Орієнт             |
| 8 січня               | Челсі                      | 4:0     | Лутон Таун                 |
| 8 січня               | Ексетер Сіті               | 0:2     | Аккрінгтон Стенлі          |
| 8 січня               | Кардіфф Сіті               | 2:1     | Астон Вілла                |
| 8 січня               | Свонсі Сіті                | 4:1     | Бері                       |
| 8 січня               | Саутпорт                   | 2:0     | Блекберн Роверз            |
| 8 січня               | Лідс Юнайтед               | 3:2     | Сандерленд                 |
| 10 січня              | Олдем Атлетік              | 2:4     | Брентфорд                  |

## Четвертий раунд
У цьому раунді зіграли переможці попереднього етапу.
| Дата                  | Господарі               | Рахунок | Гості             |
| --------------------- | ----------------------- | ------- | ----------------- |
| 29 січня              | Дарлінгтон              | 0:2     | Кардіфф Сіті      |
| 29 січня              | Ліверпуль               | 3:1     | Саутпорт          |
| 29 січня              | Престон Норт-Енд        | 0:3     | Мідлсбро          |
| 29 січня              | Саутгемптон             | 4:1     | Бірмінгем Сіті    |
| 29 січня              | Редінг                  | 3:1     | Портсмут          |
| 29 січня              | Венсдей                 | 1:1     | Саут Шилдс        |
| 2 лютого Перегравання | Саут Шилдс              | 1:0     | Венсдей           |
| 29 січня              | Вулвергемптон Вондерерз | 2:0     | Ноттінгем Форест  |
| 29 січня              | Дербі Каунті            | 0:2     | Міллволл          |
| 29 січня              | Фулгем                  | 0:4     | Бернлі            |
| 29 січня              | Барнслі                 | 1:3     | Свонсі Сіті       |
| 29 січня              | Вест Гем Юнайтед        | 1:1     | Брентфорд         |
| 2 лютого Перегравання | Брентфорд               | 2:0     | Вест Гем Юнайтед  |
| 29 січня              | Галл Сіті               | 1:1     | Евертон           |
| 2 лютого Перегравання | Евертон                 | 2:2     | Галл Сіті         |
| 7 лютого Перегравання | Галл Сіті               | 3:2     | Евертон           |
| 29 січня              | Челсі                   | 7:2     | Аккрінгтон Стенлі |
| 29 січня              | Порт Вейл               | 2:2     | Арсенал           |
| 2 лютого Перегравання | Арсенал                 | 1:0     | Порт Вейл         |
| 29 січня              | Лідс Юнайтед            | 0:0     | Болтон Вондерерз  |
| 2 лютого Перегравання | Болтон Вондерерз        | 3:0     | Лідс Юнайтед      |
| 29 січня              | Корінтіан               | 1:3     | Ньюкасл Юнайтед   |

## П'ятий раунд
На цьому етапі зіграли переможці попереднього раунду.
| Дата                   | Господарі               | Рахунок | Гості           |
| ---------------------- | ----------------------- | ------- | --------------- |
| 19 лютого              | Саут Шилдс              | 2:2     | Свонсі Сіті     |
| 24 лютого Перегравання | Свонсі Сіті             | 2:1     | Саут Шилдс      |
| 19 лютого              | Болтон Вондерерз        | 0:2     | Кардіфф Сіті    |
| 19 лютого              | Міллволл                | 3:2     | Мідлсбро        |
| 19 лютого              | Саутгемптон             | 2:1     | Ньюкасл Юнайтед |
| 19 лютого              | Редінг                  | 1:0     | Брентфорд       |
| 19 лютого              | Вулвергемптон Вондерерз | 1:0     | Галл Сіті       |
| 19 лютого              | Челсі                   | 2:1     | Бернлі          |
| 19 лютого              | Арсенал                 | 2:0     | Ліверпуль       |

## Шостий раунд
На цьому етапі зіграли переможці попереднього раунду.
| Дата                   | Господарі    | Рахунок | Гості                   |
| ---------------------- | ------------ | ------- | ----------------------- |
| 5 березня              | Міллволл     | 0:0     | Саутгемптон             |
| 9 березня Перегравання | Саутгемптон  | 2:0     | Міллволл                |
| 5 березня              | Челсі        | 0:0     | Кардіфф Сіті            |
| 9 березня Перегравання | Кардіфф Сіті | 3:2     | Челсі                   |
| 5 березня              | Свонсі Сіті  | 1:3     | Редінг                  |
| 5 березня              | Арсенал      | 2:1     | Вулвергемптон Вондерерз |

## Півфінали
У півфіналах зіграли команди, що перемогли на попередньому етапі.
| Дата       | Господарі    | Рахунок | Гості       |
| ---------- | ------------ | ------- | ----------- |
| 26 березня | Кардіфф Сіті | 3:0     | Редінг      |
| 26 березня | Арсенал      | 2:1     | Саутгемптон |

## Фінал
| 23 квітня 1927 |

| Кардіфф Сіті | 1:0      | Арсенал |
| ------------ | -------- | ------- |
| Фергюсон 74' | Протокол |         |

| Вемблі, Лондон Глядачів: 91 206 Арбітр: Вільям Баннелл |